# Harry Crosby (acteur)
Pour les articles homonymes, voir Crosby.
Cet article concerne l'acteur. Pour le poète et socialite, voir Harry Crosby.
Harry Crosby (né à Hollywood en Californie le 8 août 1958) est un banquier d'investissement et ancien acteur américain, surtout connu pour un des seuls films dans lesquels il ait joué, à savoir Vendredi 13 (1980).
Il est le fils de Bing Crosby, le grand frère de Mary et Nathaniel Crosby, et le neveu de Bob Crosby, entre autres. Il est le fils ainé du deuxième mariage de Bing. Il commence très jeune à la télévision dans la série The Hollywood Palace.
Sa carrière de cinéma ne s'est pas prolongée malgré le succès du film Vendredi 13; il joue dans plusieurs téléfilms puis il se lance à la fin des années 80 dans la finance jusqu'en 1999.

## Filmographie

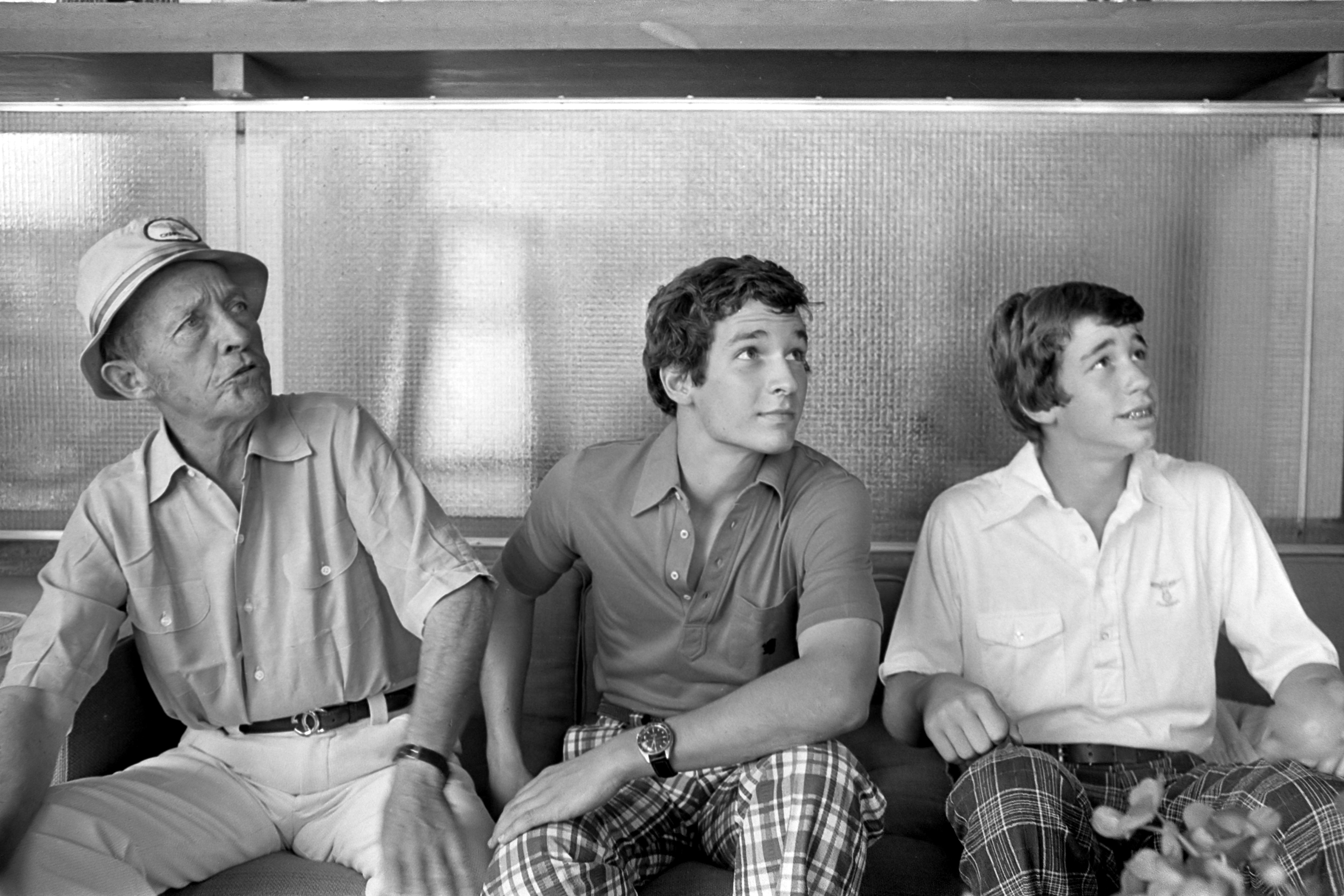
Bing Crosby, Harry Crosby et Nathan Crosby (1975)

### Cinéma
- 1980 : Vendredi 13 : Bill Brown

### Télévision
- 1966-1968 : The Hollywood Palace
- 1971 : Bing Crosby and the Sounds of Christmas
- 1975 : Bing Crosby and Fred Astaire: A Couple of Song and Dance Men
- 1977 : Bing Crosby's Merrie Olde Christmas
- 1980 : Riding for the Pony Express  : Albie Foreman
- 1981 : The Private History of a Campaign That Failed : Ed Stevens
- 1984 : Double Trouble : Steven
- 1989 : Hollow Venus: Diary of a Go-Go Dancer